# 2-я армия (Российская империя)
2-я армия (2 А), 2-я полевая армия (2 ПА) — общевойсковое оперативное объединение соединений, частей, учреждений и заведений Варшавского военного округа, Русской императорской армии до и во время Первой мировой войны.
Армию также именовали Армия № 2 (Варшавская). Полевое управление образовано в июле 1914 года, при штабе Варшавского военного округа. На конец 1917 года штаб армии находился в Слуцке. Ликвидирован в начале 1918 года.

## Состав
В начале войны в состав армии входили:
- Полевое управление (Штаб 2 А).
  - Управление инспектора артиллерии 2 А.
  - 2-й армейский авиационный отряд Русского Императорского Военно-воздушного Флота.
- 1-й армейский корпус
- 2-й армейский корпус
- 6-й армейский корпус
- 13-й армейский корпус
- 15-й армейский корпус
- 23-й армейский корпус
- 4-я кавалерийская дивизия
- 6-я кавалерийская дивизия
- 15-я кавалерийская дивизия
- 1-я стрелковая бригада
- 2-я полевая тяжёлая артиллерийская бригада

В ходе войны в разное время в составе армии находились гренадерский корпус, 4-й, 5-й, 9-й, 10-й, 21-й, 25-й, 27-й, 34-й, 35-й, 36-й, 50-й армейские корпуса, 1-й, 2-й, 3-й, 4-й, 5-й, 6-й Сибирские армейские корпуса, 1-й Туркестанский армейский корпус, 7-й кавалерийский корпус.
На конец 1917 года армия имела в своём составе:
- Управление
- гренадерский корпус
- 9-й армейский корпус
- 50-й армейский корпус
- 3-й Сибирский армейский корпус

## В составе
- 0июль 1914 — август 1915 — Северо-Западный фронт
- август 1915 — начало 1918 — Западный фронт

## Боевой путь

### 2-я армия в сражениях в Восточной Пруссии в 1914—1915 гг.
31 июля/13 августа 1914 года Главнокомандующий войсками Северо-Западного фронта генерал Жилинский директивой ставит командующим 1-й и 2-й русским армиям задачу : «перейти в решительное наступление с целью разбить неприятеля (8-ю германскую армию), отрезать её от Кёнигсберга и захватить пути отступления к Висле». Для чего, 1-й армии предписывалось наступать в обход линии Мазурских озёр с севера, а 2-й армии «наступать в обход линии Мазурских озёр с запада на фронт Лётцен — Руджавы -Ортельсбург и далее к северу».
2-я русская армия начала наступление полностью не укомплектованной: на 15-й день мобилизации имела 75 % численного состава. C неорганизованным тылом армия была «фатально» прикована к линии железной дороги Новогеогргиевск — Млава. Кроме того, фронт представлял собой реку Алле и сеть озёр между Алленштайном, Гильгенбургом и Лаутенбургом. Противник имел отличные коммуникации, позволявшие снабжать войска и быстро перебрасывать в нужный момент армейские части: к фронту подходило с запада 12 железных дорог. В пределах полученных директив, командующему 2-й русской армией генералу Самсонову оставалось протянуть фронт возможно западнее и иметь на левом фланге сильные уступы. Первым уступом был I-й корпус, вторым — Гвардейский. Неожиданно, Гвардейский корпус был исключен из состава 2-й армии. Самсонов узнал о снятии корпуса только через сутки после начала наступления. Жилинский требовал ускорить наступление, сообщая что армия Ренненкампфа уже два дня сражается у Сталупеннена. Самсонов доносил, что армия и так делает переходы свыше 20 верст по пескам. К вечеру 9/22 августа, «с крайнем напряжением сил» части 2-й армии заняли линию Ортельсбург — Нейденбург — Сольдау.
Главный пастор Нейденбурга в газете «Berliner Tageblatt» поместил статью под заглавием: «Пребывание русских в Нейденбурге», в которой подчеркнул
 порядок и дисциплину в русских войсках и заявил, что никому из жителей не было причинено никаких обид или имущественного ущерба, и что из жителей пострадал только один рабочий кирпичного завода, бросивший в казачий разъезд камнем, за что выстрелом и был убит.

В то же время утверждённый генералом Притвицем и одобренный генералом Гинденбургом, план удара южной группы войск 8-й немецкой армии в левый фланг 2-й русской армии активно приводился в действие. Стало известно, что противник стягивает силы в район Гильгенбурга: 3-я резервная дивизия начала высадку в районе Алленштайна, I-й армейский корпус в районе Дейч-Эйлау, бригада Мюльмана двигалась к Лаутенбургу. Возможность флангового удара нарастала. Самсонов доложил о полном неустройстве тыла: овса нет, хлеба нет. 10/23 августа Самсонов запросил у Жилинского разрешения наступать на фронт Алленштайн — Остероде, то есть на северо-запад. Прежняя директива предписывала наступать на фронт Растенбург — Зеебург. Наступление на фронт Алленштайн — Остероде являлось менее рискованным, чем движение прямо на север. Армия сохраняла возможность повернуть на запад в случае наступления немцев с фронта Гильгенбург — Лаутенбург. Жилинский дает согласие:
 оставляет VI корпус в выдвинутом положении у Бишофсбургом, в 50-ти верстах от правого фланга армии. В результате 2-я русская армия в составе девяти пехотных дивизий разводилась веером на линии Бишофсбург (VI корпус) , Алленштайн (XIII корпус), Остероде (XV и половина XXIII корпуса) , Сольдау (I корпус), то есть на фронт 120 верст

Ошибочное выдвижение VI-го русского корпуса к Бишофсбургу «подставило его под удар в несколько раз превосходящих сил противника», что в дальнейшем привело к продвижению I-го резервного и XVII армейского немецких корпусов в тыл правому флангу 2-й русской армии. 11/24 августа немцами были перехвачены радиотелеграммы штаба Северо-Западного фронта, которые содержали оперативные распоряжения о направлении движения корпусов 2-й русской армии. Благодаря «неустройству высших русских штабов» полученные сведения помогли штабу 8-й немецкой армии «с небывалым во всей военной истории знанием намерений неприятеля готовить удар в левый фланг и тыл главных сил» 2-й русской армии. Гинденбург планировал к 13/26 августа сосредоточить 8 с половиной пехотных дивизий при 90 батареях, против 9 пехотных при 67 батареях 2-й русской армии:
 … День и ночь, поезд за поездом, на получасовом расстоянии, катил I-й немецкий корпус к своим высадочным станциям к югу от Дейч-Эйлау. Вместо установленных в мирное время для разгрузки от часа до двух, эшелонам предоставлялось 25 мин и меньше. Железнодорожные служащие работали из последних сил. 
.
Вечером 12/25 августа Гинденбург отдал приказ о наступлении 13/26 августа I-го армейского корпуса и правого фланга XX армейского корпуса на правый фланг I-го русского корпуса с целью «открыть двери для дальнейшего движения на Найденбург». Командиру I-го резервного корпуса генералу фон Белову было приказано при содействии армейского корпуса и 6-й ландверн. бригады атаковать VI -ой русский корпус у Бишофсбурга и отбросить к Ортельсбургу. 12/25 августа Самсонов «переживает тяжелые колебания» : стало очевидно в необходимости немедленного поворота фронта 2-й русской армии на запад для атаки противника, угрожающему левому флангу армии. Командиры XV и XIII корпусов 2-й русской армии ожидали данного приказа. Командир XIII корпуса генерал Клюев направил Самсонову донесение, что создавшаяся обстановка сильно напоминала результат «последней военной игры немецкого Генерального штаба». Командующий войсками Северо-Западного фронта генерал Жилинский.

решительно не согласился с доложенными, специально командированным генерал-квартирмейстером 2-й армии Филимоновым, ему соображениями и требовал немедленного продолжения наступления в глубь Восточной Пруссии. При этом свою беседу, проведенную очень резким тоном, он закончил так : видеть противника там, где его нет — трусость, а трусить я не позволю генералу Самсонову и требую от него продолжения наступления.
— 
В итоге, Самсонов принимает «странное решение» и направляет XV и XIII корпуса для захвата Алленштайна. Приказ «уклоняет операционную линию армии к востоку по сравнению с направлением на Алленштайн — Остероде, с таким трудом выторгованным у генерала Жилинского». I корпус, обеспечивающий тыл армии, в составе двух пехотных дивизий при 14 батареях вынужден был растянуть свой фронт почти на 25 верст к северу : от Уздау (Uzdowo) и далее вслед за уходящей от него 2-й пехотной дивизии. Военный историк Головин Н. Н. в своих исследованиях пишет, что «этим заканчивается работа высших штабов по подводу 2-й русской армии к полю сражения», было сделано «все для того, чтобы русские войска в предстоящем столкновении с 8-й германской армией понесли поражение (Битва при Танненберге)».
Армия участвовала в Варшавско-Ивангородской операции (15 сентября — 26 октября 1914 года). В ходе неё она сдерживала натиск 9-й немецкой армии на Варшаву, а после получения подкреплений нанесла сильный контрудар, отбросив немцев более чем на сотню километров. Тогда же армия отличилась в боях за город Прутков. В Лодзинской операции (октябрь-декабрь 1914 года) против 2-й армии пришелся главный удар немецких войск, но упорной обороной армия избежала разгрома, измотала противника и внесла большой вклад в окружение ударной немецкой группы войск генерала Шеффера.
В январе 1915 г. группа корпусов 2-й армии участвовала в операции у Воли Шидловской.
Во время Великого отступления летом 1915 года армия отходила с тяжелыми боями, оставив Польшу, Литву и Курляндию.
Армия активно участвовала в Виленской операции в августе — сентябре 1915 года. Во многом благодаря её действиям операция завершилась в пользу русского оружия.
В Нарочской операции в марте 1916 года действия армии окончились неудачей с большими потерями. Затем до конца войны армия занимала фронт между реками Березина и Припять.
В марте 1918 года армия была расформирована.

## Командующие
- 19.07.1914-17.08.1914 — генерал от кавалерии Самсонов, Александр Васильевич
- 23.08.1914-05.12.1914 — генерал от кавалерии Шейдеман, Сергей Михайлович
- 05.12.1914-08.04.1917 — генерал от инфантерии Смирнов, Владимир Васильевич
- 08.04.1917-12.07.1917 — генерал-лейтенант Веселовский, Антоний Андреевич
- 12.07.1917-07.08.1917 — генерал от инфантерии Данилов, Николай Александрович
- 07.08.1917-22.08.1917 — генерал-лейтенант Тележников (Шрейдер), Петр Дмитриевич
- 22.08.1917-20.11.1917 — генерал от инфантерии Данилов, Николай Александрович
- 20.11.1917-24.12.1917 — генерал-лейтенант Баиов, Алексей Константинович
- 24.12.1917- — поручик Киселёв, А.

### Начальники штаба
- 19.07.1914—07.10.1914 — генерал-майор Постовский, Пётр Иванович, после самоубийства А.В. Самсонова исполнял обязанности командующего армией.